# Penichrophorus richteri
Penichrophorus richteri är en insektsart som beskrevs av Kopp och Yonke 1979. Penichrophorus richteri ingår i släktet Penichrophorus och familjen hornstritar. Inga underarter finns listade i Catalogue of Life.